# Noideattella assumptia
Noideattella assumptia is een spinnensoort in de familie van de dwergcelspinnen (Oonopidae). De spin behoort tot het geslacht Noideattella. De wetenschappelijke naam van de soort werd voor het eerst geldig gepubliceerd in 2001 door Saaristo.
De soort is komt voor in Madagaskar, in de regio's Sava en Diana, en op de Seychellen op de eilanden Assomption en de Farquhareilanden.
Mannetjes hebben een gemiddelde lengte van 1,3 millimeter en vrouwtjes hebben een gemiddelde lengte van 1,5 millimeter.

## Synoniemen
- Silhouettella assumptia Saaristo, 2001